# Knjiga senc
Knjiga senc, zgodovinski roman, ki je zasnovan kot dnevniški zapiski, je delo pisateljice in literarne znanstvenice Zlate Vokač. Izšel je leta 1993. Njegov prvi del je Marpurgi. Oba sta umeščena v obdobje srednjega veka.
Roman, katerega dogajanje zajema čas enega leta in ga omejuje dvoje velikih dogodkov, zbor deželnih stanov v marcu 1496 in izgon Judov iz Marpurga 27. januarja 1497, prinaša dvoje dnevniških zapisov. Prvega zapisuje in v njem natančno spremlja zgodovinsko dogajanje in osebna doživetja v judovski občini dekle ter pozneje odrasla ženska Šarika, posvojenka družine Selman, v drugem delu pa nadaljuje njen učitelj, Jakob iz Bohemije, prijatelj dr. Hannesa, član skrivne bratovščine in navdušen alkimist. Roman sklene Šarikina pripoved, v kateri pojasnjuje, kako se je dala pokristjaniti zato, da je lahko ostala v mestu, medtem ko so ga morali drugi Judi zapustiti.